# P′′
{\displaystyle {\mathcal {P}}^{\prime \prime }} (denotado también simplemente P′′) es un lenguaje de programación esotérico, creado por Corrado Böhm en 1964 para describir a una familia de máquinas de Turing.

## Definición
P′′ se define formalmente como un conjunto de palabras sobre un alfabeto de cuatro instrucciones {R, λ, (, )}, como sigue:

### Sintaxis
1. R y λ son palabras en P′′.
2. Si p y q son palabras en P′′, entonces pq es una palabra en P′′.
3. Si q es una palabra en P′′, entonces (q) es una palabra en P′′.
4. Solamente palabras derivadas de las tres reglas anteriores son palabras en P′′.

### Semántica
- {a0, a1, ..., an}(n ≥ 1) es el alfabeto de la cinta de una máquina de Turing con cinta infinita por la izquierda, siendo a0 el símbolo blanco.
- R significa mover la cabeza de la cinta una celda hacia la derecha (si procede).
- λ significa reemplazar el símbolo actual ai por ai+1 (tomando an+1 = a0), y luego moviendo la cabeza de la cinta una celda hacia la izquierda.
- (q) significa iterar q en un bucle while, con la condición de que el símbolo actual no sea a0.
- Un programa es una palabra en P′′. La ejecución de un programa se produce de izquierda a derecha, ejecutando R, λ, y (q) según como se encuentren, hasta que no haya más que ejecutar.

## Relación con otros lenguajes de programación
P′′ fue el primer lenguaje imperativo de programación estructurada que prescindió del GOTO para ser demostrada su pertenencia a los Turing completos.
El lenguaje Brainfuck (aparte de sus comandos de E/S) es una variación menos informal de P′′, que influyó a su vez posteriormente la creación de otros lenguajes esotéricos, tales como Ook! y Tink. Böhm define programas explícitos para P′′ para cada uno de los conjuntos de funciones básicas suficientes para computar cualquier función computable, utilizando solo (, ) y las cuatro palabras r ≡ λR, r′ ≡ rn, L ≡ r′λ, R. Estos son los comandos equivalentes de los seis usados respectivamente por Brainfuck: [, ], +, -, <, >. Note que desde an+1 = a0, realizar r (símbolo de "incremento" en la celda actual) n veces dará como resultado un "decremento" del símbolo en la celda actual (r′).

## Ejemplos de programas
Böhm define el siguiente programa para computar el antecesor (x-1) de un entero x > 0:
 R ( R ) L ( r' ( L ( L ) ) r' L ) R r 
lo que se traduce directamente al equivalente programa en brainfuck
 > [ > ] < [ −  [ < [ < ] ] −  < ] > +  
Este programa recibe como entrada un número entero definido en notación de numeración biyectiva base-n, con a1, ..., an codificando los dígitos 1,...,n, respectivamente, y agregando un blanco a0 antes y después del string del dígito. (Por ejemplo, en numeración biyectiva base-2, el número 8 se codificaría como a0a1a1a2a0, porque 8 = 1*22 + 1*21 + 2*20.) Al comienzo y al final del cómputo, la cabeza de la cinta está en el a0 precediendo el string que representa el dígito.